# Saimir Tahiri
Saimir Tahiri, né le 30 octobre 1979 à Tirana, est un homme politique albanais membre du Parti socialiste d'Albanie (PSSh).

## Biographie

### Jeunesse et formation
Titulaire d'un baccalauréat universitaire en droit obtenu à l'université de Tirana, il y travaille comme lecteur à temps partiel entre 2006 et 2008. Cette année-là, il obtient son diplôme d'avocat.

### Débuts et ascension en politique
Lors des élections législatives du 29 juin 2009, il est élu député de la préfecture de Tirana à l'Assemblée d'Albanie et devient vice-président du groupe socialiste, alors principale force de l'opposition parlementaire. En 2011, il est élu président de la fédération du PSSh de Tirana.

### Ministre de l'Intérieur
À la suite des élections législatives du 23 juin 2013, remportées par le centre-gauche, il est nommé le 15 septembre suivant ministre de l'Intérieur dans le gouvernement du Premier ministre socialiste Edi Rama. Il est remplacé le 21 mars 2017 par Fatmir Xhafaj.

### Scandale judiciaire
Le 16 octobre 2017, la Guardia di Finanza interpelle sept personnes pour trafic de cannabis en Sicile, dont le chef de clan Moisi Habilaj. L'enquête, confortée par des écoutes téléphoniques, révèle qu'il a bénéficié du soutien de Saimir Tahiri. Le parquet albanais réclame son arrestation, mais Rama et le Parti socialiste s’y opposent et refusent de lever son immunité parlementaire. Il est finalement condamné, en février 2022, à trois ans et quatre mois de prison.